# Balzer Jacobsen
Balzer Jacobsen oder Baltsar, genannt „der Böse“, war 1655 bis 1661 Løgmaður der Färöer. 
Balzer Jacobsen war Däne und zunächst Landvoigt (fúti) der Färöer. Er wurde 1655 gegen den Willen des Løgtings von König Friedrich III. als Løgmaður eingesetzt. Dies markierte den Beginn der Gabelzeit, in der Christoffer Gabel, ein Intimus des absolutistischen Königs, das Lehen über die Färöer bekam und sie skrupellos ausbeutete (und nie betrat). Balzer Jacobsen war somit einer von Gabels Männern vor Ort. Zwar wurde Jacobsen 1661 durch den Färinger Jógvan Poulsen abgelöst und verließ das Land, aber die eigentliche Macht lag ohnehin beim Landvoigt.